# Salak
Salak (Salacca zalakka) är en art i familjen palmer södra Sumatra och sydvästra Java. Den ätliga frukten kallas salak eller ormägg.
Frukten kallas även för snake fruit på grund av att skalet liknar ormskinn.

## Bildgalleri

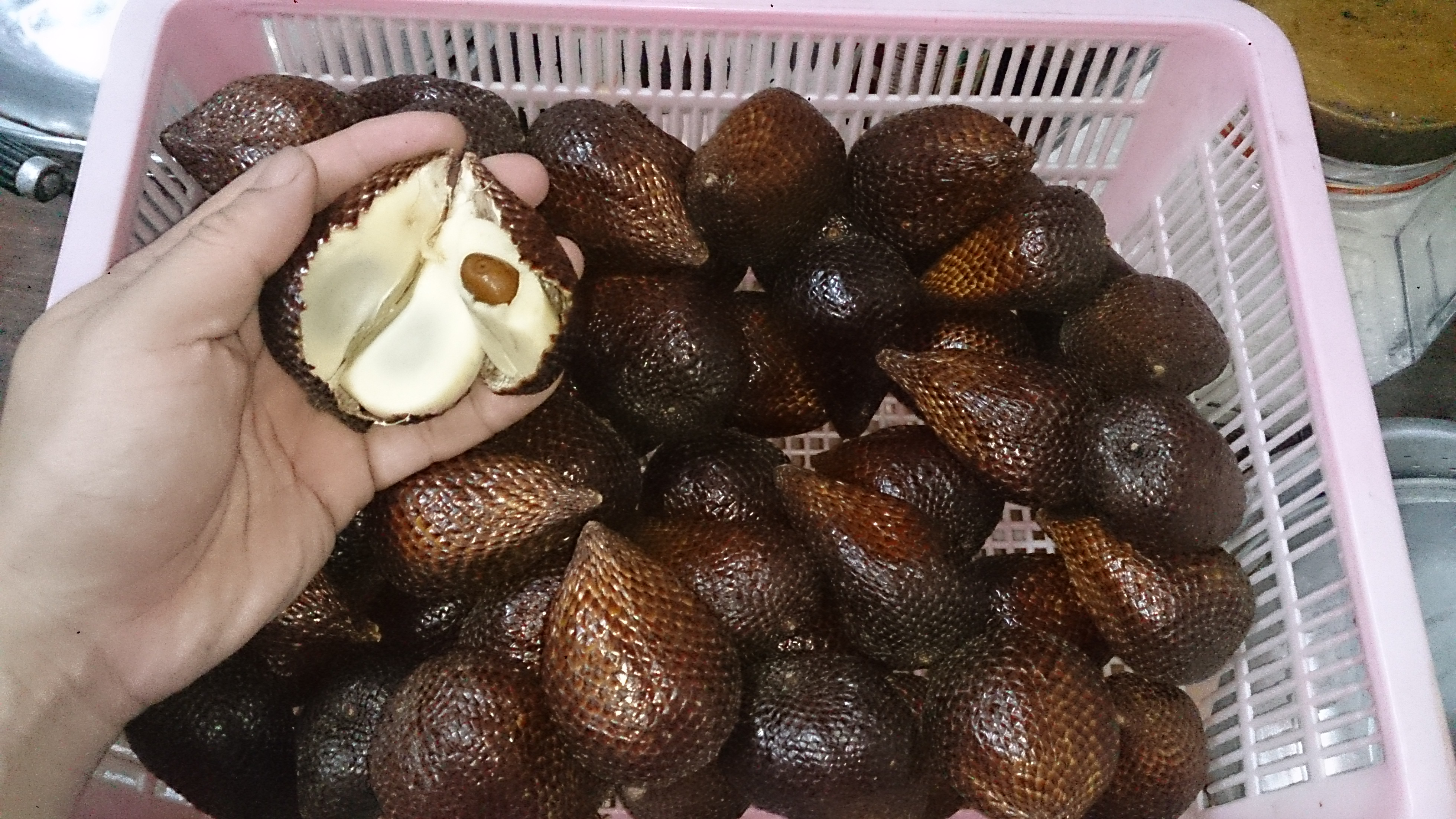
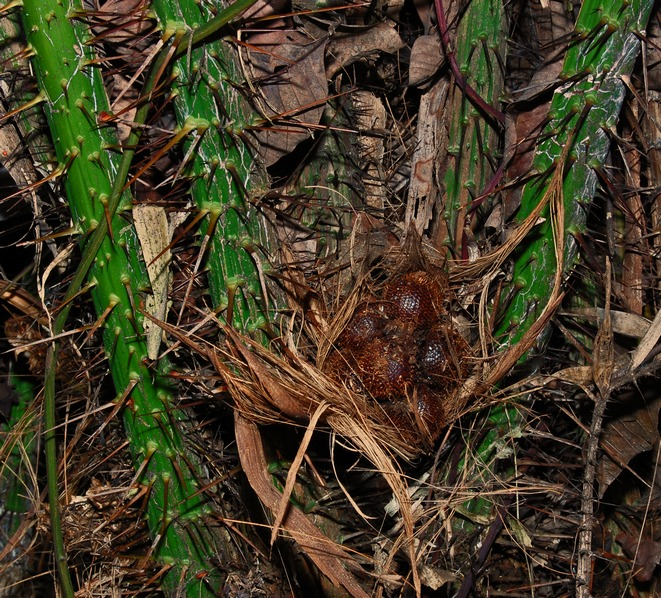